# Cristina Rodríguez (noble)
Cristina Rodríguez o Cristina Ruiz (nacida hacia 1075) fue  hija de Rodrigo Díaz de Vivar, conocido como el Cid Campeador, y de su esposa Jimena Díaz. Tuvo un hermano, Diego, y una hermana menor, María Rodríguez
Gonzalo Martínez Diez arguye los testimonios de la Primera Crónica General alfonsí (o Estoria de España) y del Liber regum (en realidad del Linaje de Rodrigo Díaz, incluido en la versión extensa del Liber regum), «muy bien informado» a su juicio:

Este Mio Cid, el Campiador, ovo por mugier a doña Eximena, nieta del rey don Alfonso, filla del comde don Diago de Asturias, et ovo della un fillo et dos fillas, et el fillo ovo nombre Diago Royz, et matáronlo en Consuegra los moros; de las fillas, la una ovo nombre de doña Christina, la otra doña María.
Liber regum, (1194-1209). Apud Martínez Diez, loc. cit.

Se casó en 1099 o poco antes con el infante Ramiro Sánchez de Pamplona, tenente de Monzón desde 1104. Del matrimonio nació el rey de Pamplona García Ramírez el Restaurador, quien en 1130 contrajo matrimonio en primeras nupcias con Margarita de L'Aigle. También fueron padres de Elvira Ramírez, esposa del conde Rodrigo Gómez, hijo del conde Gómez González el de Candespina, con sucesión.
En la literatura aparece representada como Elvira en el Cantar de mio Cid.